# Credicorp
Credicorp er en peruviansk international finans- og bankkoncern. Deres produkter omfatter universal bank, forsikring, investering og pension. De er tilstede i Peru, Colombia, Bolivia, Chile, Panama og USA. De har omkring 20 mio. kunder internationalt og ca. 36.000 ansatte.
Væsentlige datterselskaber omfatter Banco de Crédito del Perú (BCP), Mibanco, BCP Bolivia, Atlantic Security Bank (ASB), Grupo Pacífico Seguros, Prima AFP og Credicorp Capital.
Credicorp blev etableret ved en fusion i 1995 og virksomheden blev efterfølgende børsnoteret på New York Stock Exchange.